# Макдональд, Хизер
Хи́зер Макдо́нальд (англ. Heather McDonald; 14 июня 1970) — американская актриса, комедиантка, сценарист и певица.

## Биография
Хизер Макдональд родилась 14 июня 1970 года в семье католиков. У Хизер есть четверо старших братьев и сестёр, включая сестру Шэннон Макдональд.

## Карьера
Хизер начала свою карьеру в 1990-х годах.
Хизер сыграла в 13-ти фильмах и телесериалах. МакДональд наиболее известна как пародистка, её наиболее известные образы: Дрю Бэрримор, Ким Кэттролл, Лорен Конрад, Майли Сайрус, Селин Дион, Дональд Дак, Билл Клинтон, Джейсон Пристли и другие. В 2007—2009 года она появлялась в реалити-шоу «Семейство Кардашян».
В 2000—2009 года Хизер писала сценарии.
Также Хизер является певицей.

## Личная жизнь
Хизер замужем за Питером Добиасом. У супругов есть два сына — Дрейк Добиас и Брэндон Добиас.

## Избранная фильмография
актриса
| Год  |   | Русское название           | Оригинальное название | Роль       |
| ---- | - | -------------------------- | --------------------- | ---------- |
| 2001 | с | Фрейзер                    | Frasier               | Джуди      |
| 2004 | ф | Белые цыпочки              | White Chicks          | продавщица |
| 2005 | с | Малкольм в центре внимания | Malcolm in the Middle | Нэнси      |
| 2005 | с | Дрейк и Джош               | Drake & Josh          | мама       |